# 米日希爾亞區

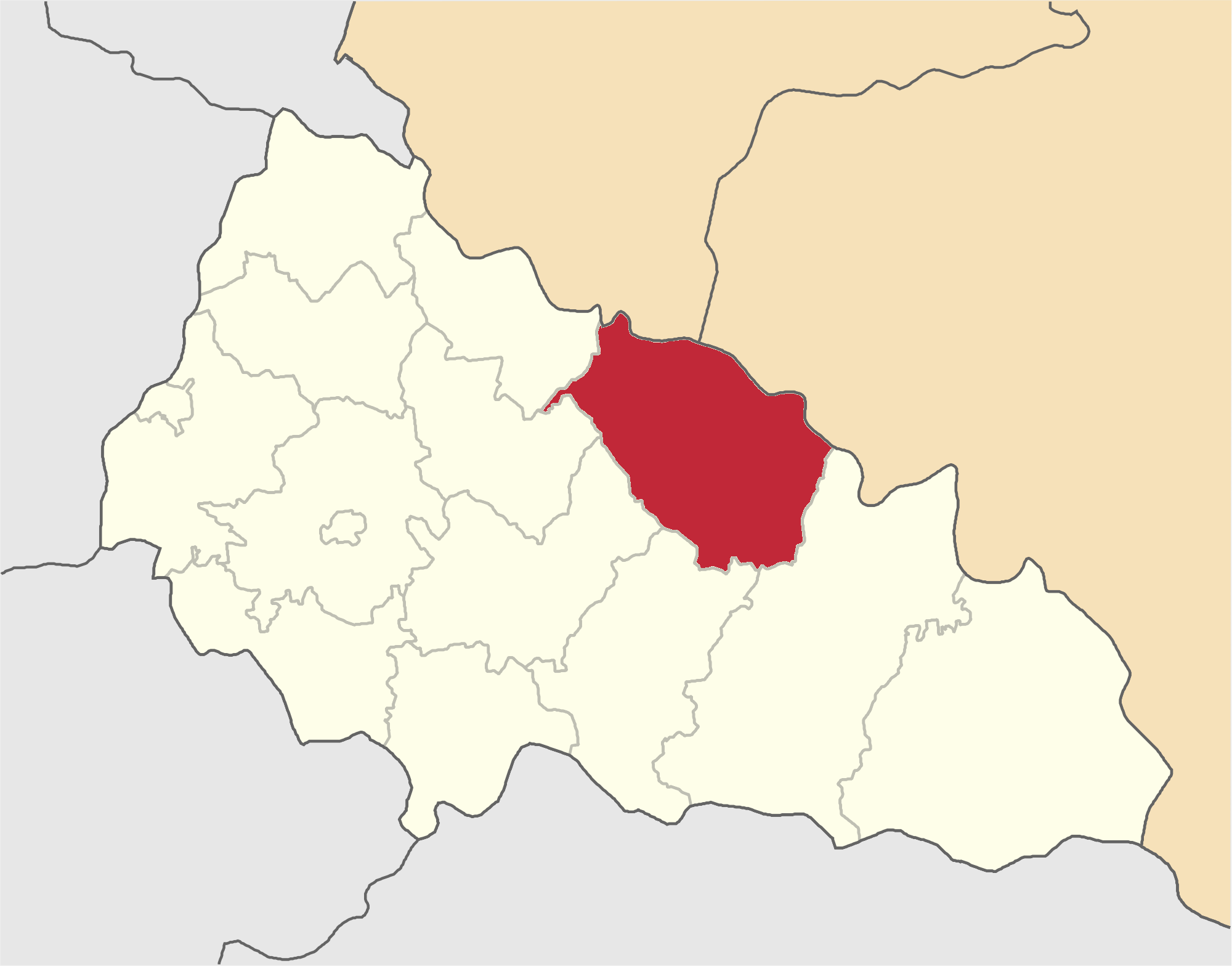
米日希爾亞區在外喀爾巴阡州的位置

米日希爾亞區（烏克蘭語：Міжгірський район），是烏克蘭西部外喀爾巴阡州的一個旧區，行政中心为米日希爾亞，面積1,166平方公里，2015年人口47,924，人口密度每平方公里41.1人。
2020年7月18日乌克兰施行了行政区划改革，外喀爾巴阡州的区份数量减至6个，米日希爾亞區合并至胡斯特區。